# Michaił Nowikow
Michaił S. Nowikow dyplomata rosyjski żyjący w drugiej połowie XVIII wieku.
Od stycznia do kwietnia 1792 roku Nowikow był rosyjskim Chargé d’affaires w Paryżu, gdzie jego przełożonym był ambasador Iwan Simolin. 
W kwietniu 1792 roku zdecydował się opuścić ogarnięty rewolucja kraj. Razem z nim zamierzał wyjechać reprezentant szwedzki Erik Bergstedt. Ostatecznie wyjechał tylko Nowikow. Szwed i Rosjanin ściśle współpracowali ze sobą w tych latach.